# Top Notch Peak
Der Top Notch Peak ist ein Berg im Yellowstone-Nationalpark im nordwestlichen Teil des US-Bundesstaates Wyoming. Sein Gipfel hat eine Höhe von 3123 m. Er befindet sich wenige Kilometer östlich des Yellowstone Lake, liegt südlich des US Highway 14/16/20 und ist Teil der Absaroka-Bergkette in den Rocky Mountains.

## Belege
1. ↑  Top Notch Peak - Peakbagger.com. Abgerufen am 20. Dezember 2020.
2. ↑  Top Notch Peak : Climbing, Hiking & Mountaineering : SummitPost. Abgerufen am 20. Dezember 2020.